# Baga (Nigeria)
Baga is een plaats in het noordoosten van de Nigeriaanse staat Borno, vlak bij het Tsjaadmeer, ten noordoosten van Kukawa en ten zuidwesten van Doro Gowon gelegen. Het ligt binnen de LGA van Kukawa.
De plaats ligt ongeveer 196 km van de staatshoofdstad Maiduguri verwijderd. De "Doron Baga" vismarkt lag vanaf 2000 circa 6 km van Baga. Baga lag vroeger aan de kustlijn van het Tsjaadmeer en was zelf ook een viscentrum op zich, maar het slinken van het meer zorgde ervoor dat vissers moesten verhuizen en anderen gingen over naar zelfvoorzienende landbouw.

## Terreuraanslagen
In april 2013 werden meer dan 185 mensen vermoord en 2000 huizen vernietigd als gevolg van de gevechten tussen Boko Haram en het Nigeriaans leger.
In januari 2015 viel Boko Haram Baga opnieuw aan. Ze verbrandden het dorpje tot de grond en de bewoners werden afgeslacht, waarna sommige van de nog overgebleven bewoners naar het nabij gelegen Tsjaad vluchtten.